# Papillipes
Papillipes is een geslacht van halfvleugeligen (Hemiptera) uit de familie witte vliegen (Aleyrodidae), onderfamilie Aleyrodinae.
De wetenschappelijke naam van dit geslacht is voor het eerst geldig gepubliceerd door Bink-Moenen in 1983. De typesoort is Papillipes spinifer.

## Soorten
Papillipes omvat de volgende soorten:
- Papillipes spinifer Bink-Moenen, 1983